# 敍拉古鎮區 (堪薩斯州漢密爾頓縣)
敍拉古鎮區（英語：Syracuse Township）是位於美國堪薩斯州漢密爾頓縣的一個行政鎮區。

## 地方資料
敍拉古鎮區的面積為210.01平方千米，當中陸地面積為210.00平方千米，而水域面積為0.01平方千米。根據2010年美國人口普查的數據，當地共有人口2130人，而人口密度為每平方千米10.14人。

## 外部連結
- US-Counties.com
- City-Data.com （页面存档备份，存于）